# Xoán Gato Díaz
Juan Gato Díaz, o en gallec Xoán Gato Díaz, (Ferrol, 5 de febrer de 1946) és un polític gallec, que exercí de batlle municipal de Narón entre 1985 i 2009.
Fou batlle municipal de Narón durant 24 anys. Actualment és el coordinador nacional de Terra Galega. Fou el candidat del seu partit a la presidència de la Xunta de Galícia a les eleccions autonòmiques de l'1 de març de 2009.

## Biografia
Diplomat en Relacions Laborals per la Universitat de Santiago de Compostel·la, aquest antic treballador de la drassana ASTANO, fou conseller d'obres i urbanisme a Narón, localitat corunyesa de la comarca de Ferrol, pel Partit Socialista Gallec-Esquerda Galega (PSG-EG) durant el mandat del batlle i ex sacerdot Antonio Martínez Aneiros durant la primera corporació municipal de la democràcia. Un cop Martínez Aneiros fou elegit diputat al Parlament de Galícia, l'any 1985, Xoán Gato el va succeir al capdavant de l'ajuntament.
Amb la integració d'Unidade Galega, la successora del PSG-EG al Bloc Nacionalista Gallec (BNG), l'equip de govern de l'Ajuntament de Narón, descontent amb la decisió del partit, fundà Unidade por Narón, formació de caràcter localista naronès. Amb aquest partit governà en coalició amb Esquerda Unida (1995-1999) i amb el BNG (1999-2003), i ja l'any 2003, aconseguí la majoria absoluta amb 13 dels 21 consellers.
Per a les eleccions municipals de 2007 es va presentar com a candidat per Narón de Terra Galega, obtenint 10 consellers, i quedant a un de la majoria absoluta. Fou un dels membres fundadors d'aquesta formació política, i actualment ocupa el càrrec de coordinador nacional. Des de 1985 fins al 2009, fou batlle de Narón, sent substituït per Xosé Manuel Blanco, de Terra Galega.
Està casat i té tres fills i quatre nets.